# Ґрабениці-Малі
Ґрабениці-Малі (пол. Grabienice Małe) — село в Польщі, у гміні Стшеґово Млавського повіту Мазовецького воєводства.
Населення — 52 особи (2011).
У 1975-1998 роках село належало до Цехановського воєводства.

## Демографія
Демографічна структура станом на 31 березня 2011 року:
|          | Загалом | Допрацездатний вік | Працездатний вік | Постпрацездатний вік |
| -------- | ------- | ------------------ | ---------------- | -------------------- |
| Чоловіки | 26      | 9                  | 15               | 2                    |
| Жінки    | 26      | 3                  | 16               | 7                    |
| Разом    | 52      | 12                 | 31               | 9                    |